# Marcela Velasco González
Marcela Guillermina Velasco González (Ciudad de México, 25 de junio de 1952) es una política mexicana, miembro del Partido Revolucionario Institucional. Es diputada federal para el periodo de 2018 a 2021.

## Biografía
Marcela Velasco González es licenciada en Administración de Empresas y maestra en Administración egresada de la Universidad Autónoma del Estado de México, institución en que la que también se ha desempeñado como docente. Tiene además un diplomado en Políticas Públicas y Gobierno Local por el Colegio Nacional de Ciencias Políticas y Administración Pública. Es hija de Leopoldo Velasco y Ernestina González del Mazo, tía de Enrique Peña Nieto.
De 1994 a 1996 desempeñó el cargo de directora general de Administración del Ayuntamiento de Toluca encabezado por Alejandro Ozuna Rivero y de 1997 a 2001 fue coordinadora del Programa de Apoyo a la Comunidad de la Secretaría de Administración del estado de México. De 2001 a 2003 fue coordinadora de administración y finanzas del Instituto de Salud del Estado de México y de 2004 a 2005 subsecretaria de administración y finanzas del gobierno del estado, ambos en la administración de Arturo Montiel Rojas.
De 2005 a 2011 durante toda la administración del gobernador Enrique Peña Nieto fue secretaria de Desarrollo Urbano del gobierno del estado de México, en 2012, en la campaña presidencial de Peña Nieto fue coordinadora de Atención Ciudadana y luego oficial mayor del equipo de transición. El 1 de diciembre de 2012 al asumir Peña Nieto la presidencia de la república, la nombró subsecretaria de Administración y Finanzas de la Secretaría de Salud, permaneciendo en el cargo siendo titulares de la misma tanto Mercedes Juan López y José Narro Robles, hasta su renuncia el 22 de marzo de 2018 para ser candidata a diputada federal del PRI por la vía plurinominal.
Electa a la LXIV Legislatura, es secretaria de la comisión de Vigilancia de la Auditoría Superior de la Federación e integrante de la comisión de Salud y de la comisión de Vivienda.